# Neoseiulus neoreticuloides
Neoseiulus neoreticuloides är en spindeldjursart som först beskrevs av Liang och Hu 1988.  Neoseiulus neoreticuloides ingår i släktet Neoseiulus och familjen Phytoseiidae. Inga underarter finns listade i Catalogue of Life.